# Georg von Schechingen

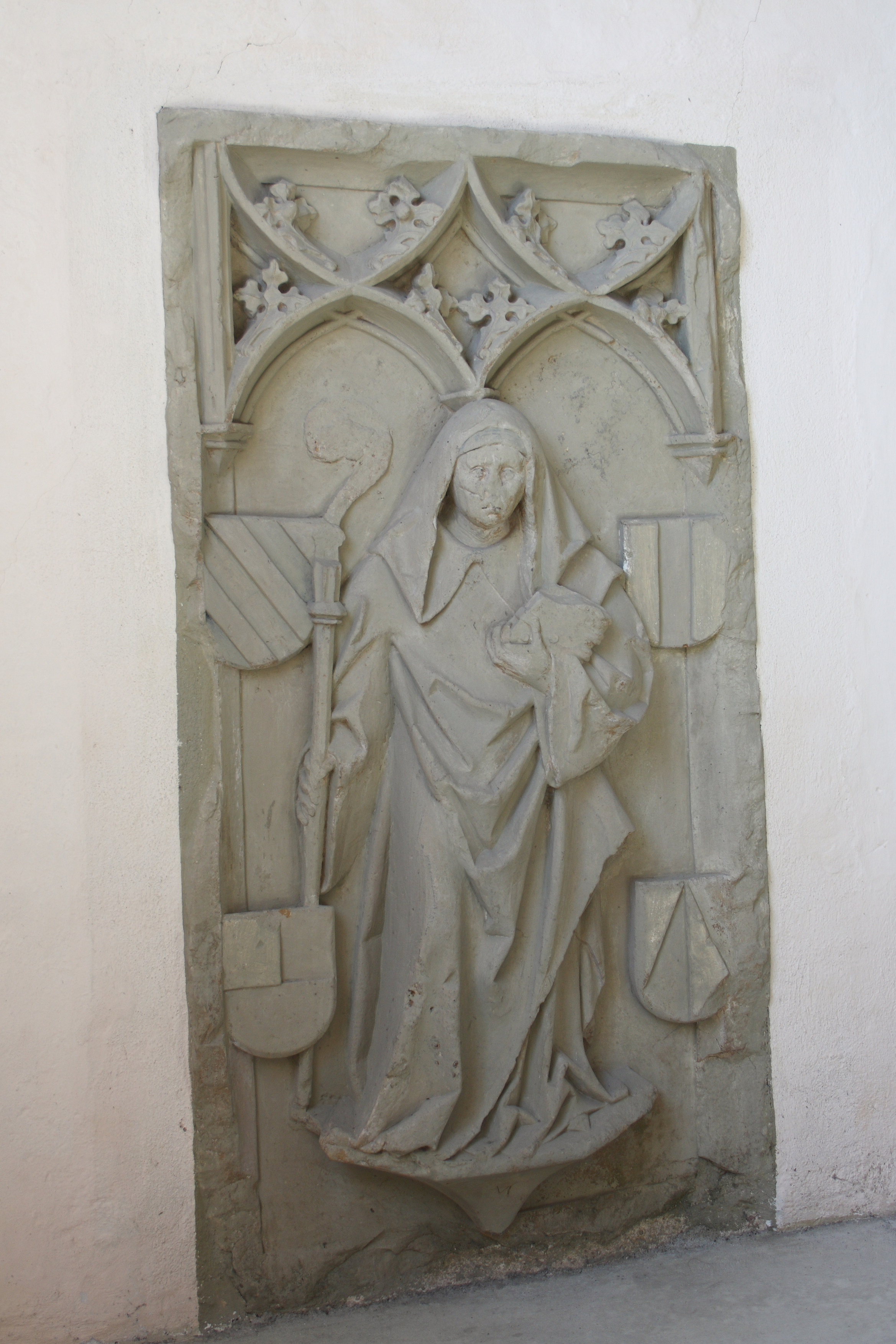
Epitaph für Georg von Schechingen in der ehemaligen Benediktinerklosterkirche St. Maria in Auhausen

Georg von Schechingen († 9. August 1481) war von 1450 bis zu seinem Tod Abt des Klosters Auhausen.

## Leben
Über das Leben des Georg von Schechingen vor seiner Berufung zum Abt ist wenig bekannt. Vor seiner Wahl zum Abt von Kloster Auhausen lebte er im Kloster Ellwangen. 
Der Konvent wählte ihn zum Nachfolger des zurückgetretenen Abts Wilhelm vom See. Papst Nikolaus V. sprach sich jedoch gegen die Wahl aus. Er wollte statt von Schechingen den Mönch Lorenz Eckard aus dem Wiener Schottenstift zum Abt wählen lassen und beauftragte den Bischof von Eichstätt, Johann III. von Eych, diesen als Abt einzuführen. Georg von Schechingen hatte aber die Unterstützung des Markgrafen Albrecht. Daraufhin verhängte der Papst ein Interdikt und bannte das Kloster gleichzeitig. Diese Strafe wurde vier Jahre aufrechterhalten.
In der heutigen evangelischen Pfarrkirche, der ehemaligen Benediktinerklosterkirche St. Maria in Auhausen, befindet sich ein Epitaph für ihn. Als Relief wird der Verstorbene in Amtstracht unter einem Doppelbogen dargestellt. Seitlich sind die Familienwappen zu sehen.